# Tony Lombardo
Tony Lombardo (* vor 1978) ist ein US-amerikanischer Filmeditor.
Tony Lombardo ist der Sohn des Editors Lou Lombardo. Tony Lombardo ist seit Anfang der 1970er Jahre als Editor tätig, dabei die ersten Jahre noch als Schnittassistent. Er wirkte bei mehr als 40 Produktionen mit.

## Filmografie (Auswahl)
- 1978: Eine Hochzeit (A Wedding)
- 1981: Cheech & Chongs heiße Träume (Cheech and Chong's Nice Dreams)
- 1989: Allein mit Onkel Buck (Uncle Buck)
- 1990: Condition Red (By Dawn´s Early Light)
- 1991: Auf die harte Tour (The Hard Way)
- 1992: Mein Vetter Winnie (My Cousin Viny)
- 1992: Ein ehrenwerter Gentleman (The Distinguished Gentleman)
- 1994: Greedy
- 1995: Dr. Jekyll und Ms. Hyde (Dr. Jekyll and Ms. Hyde)
- 1996: Immer Ärger mit Sergeant Bilko (Sgt. Bilko)
- 1997: Noch dümmer (Trial and Error)
- 2001: Max Keebles großer Plan (Max Keeble´s Big Move)
- 2002: Die Hochzeitsfalle (Buying the Cow)
- 2004: Girls United Again (Bring It On Again)
- 2006: Dr. Dolittle 3
- 2008: Another Cinderella Story
- 2008: Girls United: Alles auf Sieg (Bring It On: In It to Win It)
- 2011: Cinderella Story – Es war einmal ein Lied (A Cindarella Story: Once upon a Song)